# Cougars de Long Island
Les Cougars de Long Island sont un club professionnel de hockey sur glace qui a évolué de 1973 à 1975 dans la North American Hockey League (NAHL). L'équipe jouait au Long Island Arena de Commack, dans l'État de New York aux États-Unis.

## Historique
Les Cougars terminent au troisième rang de la NAHL lors de la première saison d'existence de ce circuit. Les hommes de John Brophy ont compilé une fiche de 35 victoires, 36 défaites et 3 matchs nuls. Ils participent alors à une ronde de qualification permettant de déterminer les demi-finalistes, et qui met aux prises les 5 meilleures équipes en saison régulière. Long Island présente une fiche de 4 victoires et 3 défaites lors de ces qualifications et affrontent donc les Cubs de Cape Cod en demi-finale. Les Cougars remportent cette série en 6 parties (4 à 2). En finale de la Coupe Lockhart, ils affrontent les Blazers de Syracuse. Ils sont toutefois balayés en 4 parties, ne marquant que 4 buts et en accordant 27.
Ron Racette est le nouvel entraîneur-chef des Cougars pour la saison 1974-1975. Il mène sa troupe à 29 victoires et une participation aux séries éliminatoires. En quart de finale, Long Island élimine les Firebirds de Philadelphie en 4 parties (3 victoires contre 1 défaite). La série suivante nécessite un 7e et ultime match, que les Cougars perdent toutefois 7 à 5 face aux Dusters de Broome County. Le club est dissous quelques semaines plus tard.

## Fiche de l'équipe
| Saison    |    | Saison régulière | Saison régulière | Saison régulière | Saison régulière | Saison régulière | Saison régulière | Saison régulière | Saison régulière | Saison régulière        |  | Séries éliminatoires |
| Saison    | PJ | V                | D                | N                | Pts              | BP               | BC               | Pun              | Classement       |                         |  | Séries éliminatoires |
| 1973-1974 | 74 | 35               | 36               | 3                | 73               | 310              | 277              | -                | Troisième        | Éliminés en finale      |  |                      |
| 1974-1975 | 74 | 29               | 40               | 5                | 63               | 271              | 280              | 1282             | Septième         | Éliminés en demi-finale |  |                      |

## Personnalités de l'équipe

### Joueurs
61 joueurs ont porté les couleurs des Cougars de Long Island lors de leurs deux saisons dans la NAHL. Jim Pritchard termine premier au chapitre des matchs joués (143) et des passes (84). Son coéquipier Dave Walter est le meneur pour les buts (66) et les points (142). Jerry Lamoureux, qui était directeur-gérant du club, a joué trois parties lors de la saison 1974-1975.

### Entraîneurs
- John Brophy, 31V-34D-3N
- Jerry Lamoureux, 4V-2D (en remplacement de John Brophy suspendu pour 6 parties)
- Ron Racette, 29V-40D-5N

### Directeur-gérant
- Jerry Lamoureux